# Indischer Spinat
Der Indische Spinat, Malabarspinat oder Ceylonspinat (Basella alba) ist eine Pflanzenart aus der Gattung Basella innerhalb der Familie der Basellgewächse (Basellaceae). Sie wird in den gesamten Tropen angebaut und die jungen Blätter als Kochgemüse verwendet.

## Beschreibung

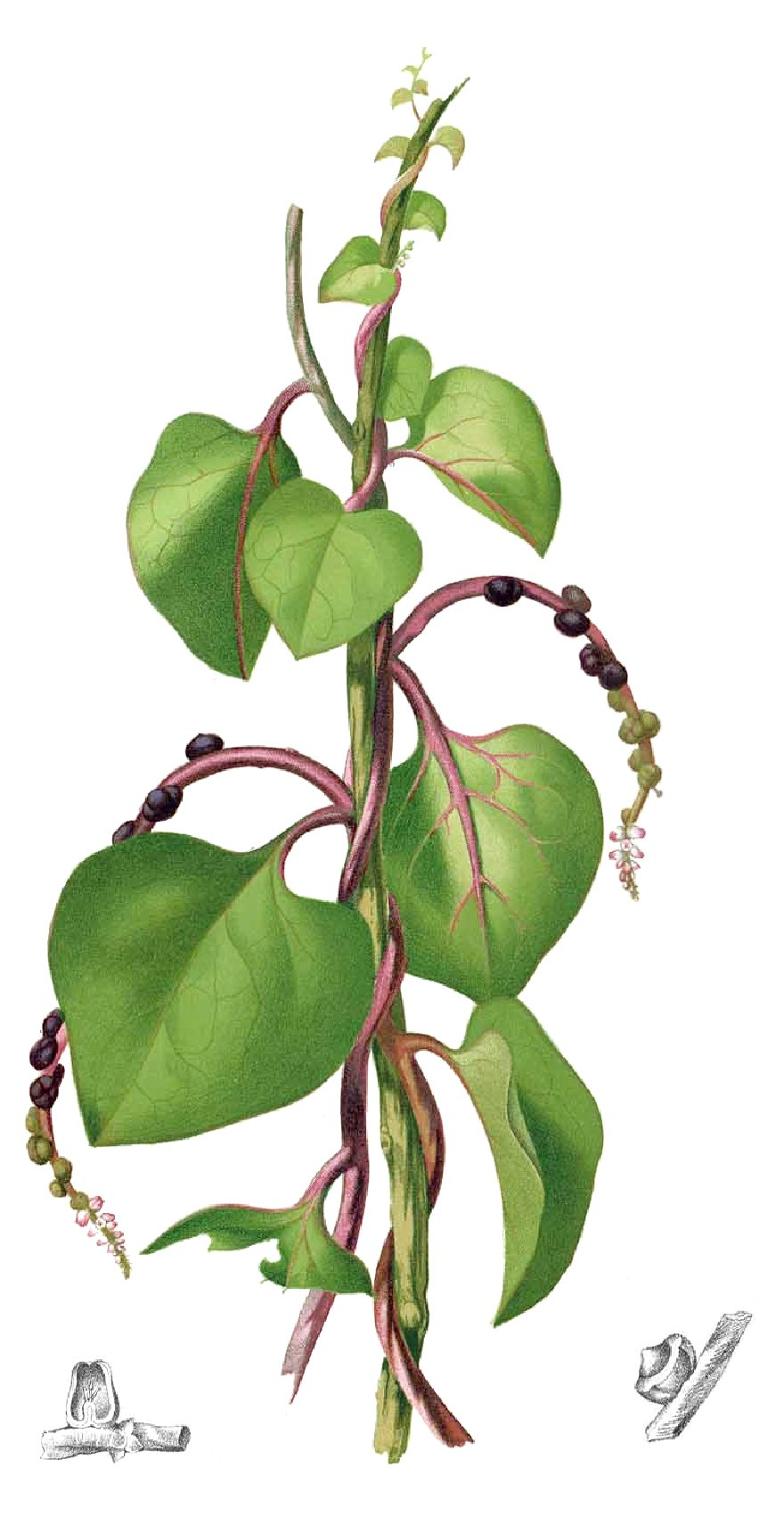
Illustration aus Blanco

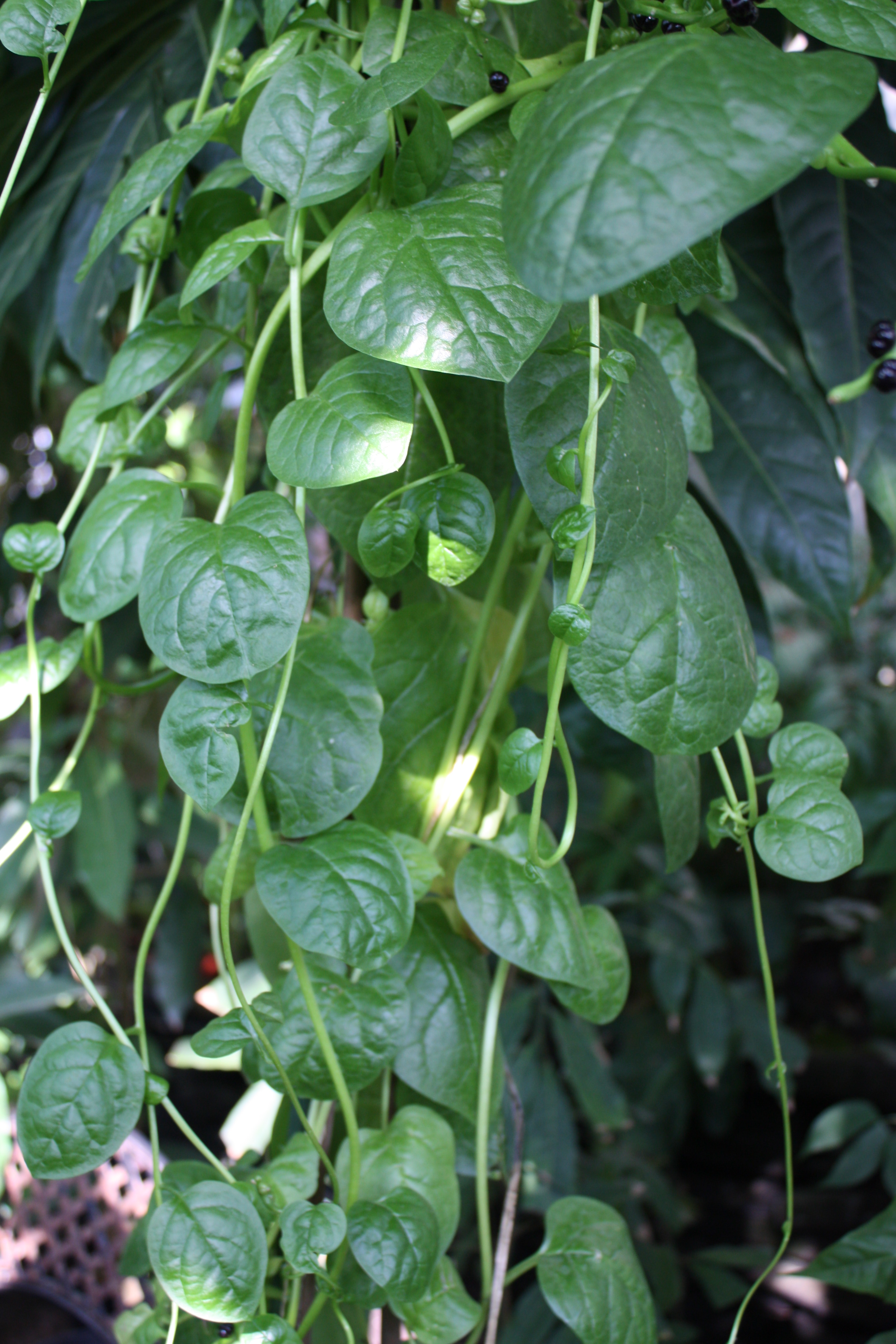
Laubblätter

### Vegetative Merkmale
Der Indische Spinat ist eine 1 bis 9 Meter hohe, windende und reich verzweigte, krautige Pflanze mit hin- und hergebogenen, grünen oder roten, kahlen Sprossachsen.
Die wechselständig angeordneten Laubblätter sind in Blattstiel und Blattspreite gegliedert. Der Blattstiel ist 1 bis 3 Zentimeter lang. Die einfache, ganzrandige, fleischige Blattspreite ist bei einer Länge von 5 bis 15 Zentimetern sowie einer Breite von 4 bis 12 Zentimetern länglich oder breit-eiförmig mit einer schwach herzförmigen, gerundeten oder gestutzten Spreitenbasis und einem spitzen oder stumpf-zugespitzten oberen Ende. Beide Blattseiten sind hellgrün und häufig etwas rötlich getönt.

### Generative Merkmale
Der seitenständige, ährige Blütenstand ist 3 bis 15, selten bis zu 20 Zentimeter lang. Je zwei längliche Deckblätter befinden sich unter jeder Blüte.
Die relativ kleinen, zwittrigen Blüten sind weiß, rot, rosa- oder purpurfarben. Die fünf Staubblätter sind mit der Blütenhülle am Grunde verwachsen. Die Staubfäden sind weiß und die Staubbeutel gelblich. Drei Fruchtblätter sind zu einem oberständigen, einfächerigen Fruchtknoten verwachsen. Der Griffel endet in drei Narben.
Die etwa 6 Millimeter dicken, glänzenden, schwarzen, dunkelroten oder weißen Steinfrüchte sind von der urnenförmigen Blütenhülle bedeckt, die sich bei der Reife der Früchte vergrößert und fleischig wird.
Der Indische Spinat blüht von Mai bis September, die Früchte reifen von Juli bis Oktober.
Die Chromosomenzahl beträgt 2n = etwa 48.

## Verbreitung
Das ursprüngliche Verbreitungsgebiet von Basella alba liegt wahrscheinlich in Südostasien. Als Kulturpflanze ist Basella alba in den gesamten Tropen verbreitet. Basella alba ist ein Neophyt im tropischen Afrika und Asien, in China und Taiwan, in Neuguinea, in Südamerika, in Panama, auf Karibischen Inseln und auf Inseln im Pazifik.

## Taxonomie
Die Erstveröffentlichung von Basella alba erfolgte 1753 durch Carl von Linné in seinem Werk Species Plantarum. S. 272. Synonyme für Basella alba L. sind: Basella rubra L., Basella japonica L., Basella lucida Burm. f.

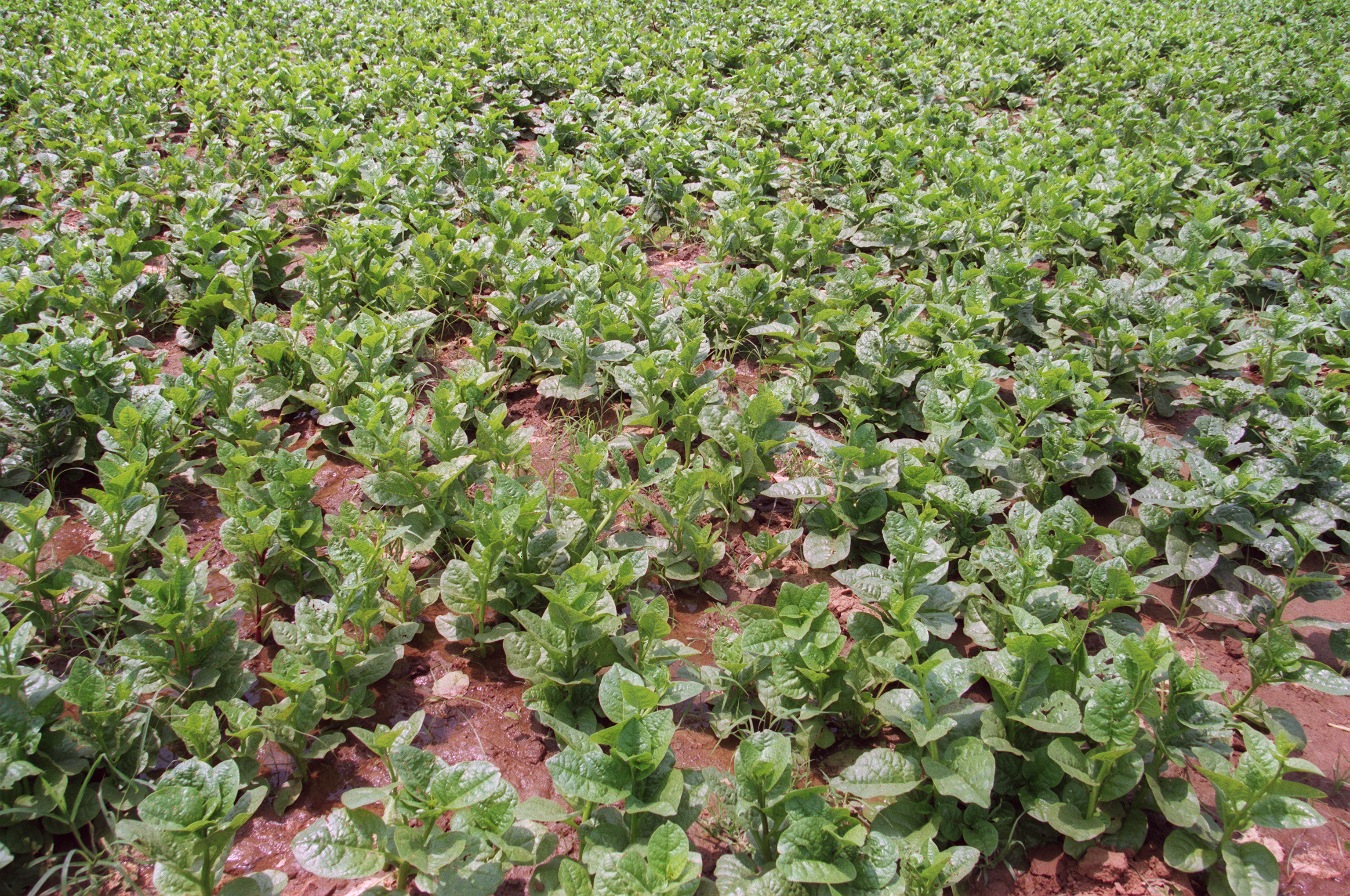
Feld mit Indischem Spinat

## Anbau
Der Indische Spinat wird in tropischen Gebieten als mehrjährige Gemüsepflanze angebaut. Die Vermehrung erfolgt durch Ableger oder Samen. Sechs Monate nach der Pflanzung werden die jungen beblätterten Triebe geerntet.
Der Anbau in Europa erfolgt wegen der fehlenden Frostbeständigkeit einjährig an vollsonnigen, windgeschützten Standorten meist durch Samen. Nach Aussaat in Töpfen unter Glas im März erfolgt die Vorkultur bei 22 bis 15 °C. Die Jungpflanzen werden im Abstand von 20 Zentimetern in Reihen mit 40 Zentimeter Abstand ausgepflanzt, sobald keine Nachtfröste mehr zu erwarten sind. Die Pflanzen benötigen eine Rankhilfe. Die 10 bis 20 Zentimeter langen Triebspitzen können fortlaufend geerntet werden.

## Verwendung
Die beblätterten Triebspitzen werden ähnlich wie Spinat als Kochgemüse zubereitet. Die fleischigen Blätter haben einen hohen Nährwert, sie enthalten 5 % Kohlenhydrate, 5 % Eiweiß, 0,7 % Fett, Kalzium, Phosphor, Eisen, Provitamin A und Vitamin C.  Die gekochten Blätter haben eine etwas schleimige Konsistenz.
Der dunkelrote Saft der Früchte wurde im alten China als Tinte und Färbemittel benutzt. Die Pflanze kann auch als Zierpflanze genutzt werden.